# Physoloba viridularia
Physoloba viridularia är en fjärilsart som beskrevs av Paul Dognin 1906. Physoloba viridularia ingår i släktet Physoloba och familjen mätare. Inga underarter finns listade i Catalogue of Life.